# Yu Long
Questo è un Nome cinese; il cognome è Yu.
Yu Long, Cinese: 余隆; pinyin: Yú Lóng, (Shanghai, 1º luglio 1964), è un musicista e direttore d'orchestra cinese.
È direttore artistico e direttore principale dell'Orchestra Filarmonica della Cina e dell'Orchestra Sinfonica di Shanghai, direttore musicale dell'Orchestra Filarmonica di Guangzhou e principale direttore ospite dell'Orchestra Filarmonica di Hong Kong. Yu è anche il Presidente del Comitato Artistico del Festival Musicale di Pechino e co-direttore della Musica al Summer Air Festival (MISA).

## Biografia
Figlio di una madre pianista e padre coreografo, Yu nacque in una famiglia di musicisti a Shanghai, in Cina e crebbe durante la rivoluzione culturale cinese. Yu ricevette la sua educazione musicale nella prima infanzia a partire dagli studi di pianoforte di suo nonno, il compositore Ding Shande. Continuò i suoi studi di pianoforte presso il Conservatorio di musica di Shanghai e iniziò anche gli studi di direzione orchestrale, diplomandosi al conservatorio nel 1987. Studiò inoltre musica in Europa presso l'Universität der Künste Berlin.
Dopo essere tornato dall'Europa, Yu fu nominato direttore principale del Teatro Centrale dell'Opera di Pechino nel 1992, prestando servizio per tre anni. Produsse opere per il Consiglio Urbano di Hong Kong per cinque anni. Fu uno dei fondatori del Festival Musicale di Pechino nel 1998, diventando il suo primo direttore artistico.
Nel 2000 il governo cinese invitò Yu ad assumere la guida della Emittente dell'Orchestra Sinfonica della Cina (chiamata anche Orchestra Sinfonica Nazionale della Cina). Yu tenne audizioni aperte, diventando la prima orchestra cinese a reclutare tutti i suoi interpreti in questo modo. L'orchestra fu ribattezzata Orchestra Filarmonica della Cina e la sua reputazione migliorò rapidamente sotto la guida di Yu. Nel 2008 Yu e la Filarmonica cinese suonarono per Papa Benedetto XVI in Vaticano, come parte di un'importante iniziativa diplomatica tra Cina e Vaticano. Nel luglio 2014 la Filarmonica della Cina fu la prima orchestra cinese ad esibirsi ai BBC Proms.
Nel 2003 l'Orchestra Sinfonica di Guangzhou nominò Yu suo direttore musicale. Nel 2009 l'Orchestra Sinfonica di Shanghai nominò Yu suo direttore musicale. Durante il suo mandato l'orchestra iniziò la sua Musica al Summer Air Festival (MISA) nell'agosto 2010, costruì una nuova sede per l'orchestra (la Shanghai Symphony Hall) nel 2014, fondò la Orchestra dell'Accademia di Shanghai nel 2014 einiziò il Concorso di Violino Internazionale di Shanghai Isaac Stern nel 2016. Yu condivise la posizione di Co-direttore artistico della Musica al Summer Air Festival (MISA) con Charles Dutoit dal lancio del festival nel 2010. Nel gennaio 2015 Yu fu nominato direttore ospite principale dell'Orchestra Filarmonica di Hong Kong, il primo incarico di un direttore della Cina continentale in Cina.
Nel giugno 2018 la Deutsche Grammophon annunciò un accordo discografico esclusivo con Yu e l'Orchestra Sinfonica di Shanghai. La prima registrazione dell'orchestra con la Deutsche Grammophon sarà pubblicata nel 2019 per celebrare il 140º anniversario dell'orchestra e comprenderà opere cinesi e russe. La Deutsche Grammophon rilascerà anche precedenti registrazioni con la OSS.
Il 26 giugno 2018 Yu ha annunciato le sue dimissioni dopo essere stato al timone come direttore artistico del Festival Musicale di Pechino da 20 anni, sin dal suo inizio. L'ex assistente al direttore della programmazione, Zou Shuang, è stato selezionato come direttore artistico a partire dal 21º Festival musicale di Pechino nell'ottobre 2018. Yu resterà il presidente del comitato artistico.
Yu e sua moglie, la violinista Vera Tsu, vivono a Shanghai. La coppia ha una figlia.

## Discografia selezionata
| Anno | Album | Etichetta           |
| ---- | --- | ------------------- |
| 1996 | The Hall of Fame con l'Orchestra Sinfonica della Radio Slovacca                                                                     | Marco Polo          |
| 1997 | Korngold / Goldmark: Violin Concertos con Vera Tsu e l'Orchestra Sinfonica Razumovsky                                               | Naxos               |
| 1997 | Greatest Movie Classics con l'Orchestra Sinfonica Razumovsky                                                                        | Marco Polo          |
| 1998 | The Centre, Vol. 2 | Naxos               |
| 1999 | Discover the Classics, Vol. 3: The Concerto                                                                                         | Naxos Educational   |
| 2000 | Classics at the Movies: Drama | Naxos               |
| 2003 | Love and Peace | Naxos               |
| 2004 | Ding Shande: Long March Symphony con l'Orchestra Sinfonica della Radio Slovacca                                                     | Marco Polo          |
| 2006 | Dragon Songs con Lang Lang e l'Orchestra Filarmonica della Cina                                                                     | Deutsche Grammophon |
| 2008 | Tchaikovsky: Romeo e Giulietta; Strauss: Don Quixote con l'Orchestra Filarmonica della Cina                                         | Decca               |
| 2009 | The Very Best of Cinema Classics | Naxos               |
| 2012 | Bao Yuankai: Five Orchestral Pieces; Lu Qiming: Ode to the Red Flag; Liu Tingyu: Susan Suite con l'Orchestra Filarmonica della Cina | Deutsche Grammophon |
| 2013 | Klassik Ohne Krise: Ganz grosses Kino                                                                                               | Naxos               |
| 2015 | Epics of Love con Song Zuying e l'Orchestra Filarmonica della Cina                                                                  | Stockfisch Records  |

## Riconoscimenti e premi
- 2002: Premio per il patrocinio artistico della Montblanc Cultural Foundation
- 2003: Chevalier dans L’Ordre des Arts et des Lettres, Francia
- 2005: L'onorificenza di commendatore, Italia
- Dicembre 2014: Cavaliere della Legion d'onore, Francia
- Ottobre 2015: The Atlantic Council Global Citizen Award[15][16]
- Aprile 2016: Membro onorario straniero dell'American Academy of Arts and Sciences[17]
- Giugno 2016: L'Ordine al merito di Germania, il più alto tributo alla Repubblica Federale di Germania può assegnare premi individuali per servizi alla nazione.[18]